# إيزابيل باريتو
إيزابيل باريتو (بالإسبانية: Isabel Barreto)‏ هي ضابطة بحرية إسبانية، ولدت في 1567 في بونتيفيدرا في إسبانيا، وتوفيت في 1612 في بيرو.